# Ticlopidina
La ticlopidina es un fármaco de la familia de las tienopiridinas. Actúa como antiagregante plaquetario. A causa de una vida media bastante larga, este efecto inhibidor de las plaquetas persistirá entre 7 y 10 días después de administrar el medicamento. Múltiples estudios han mostrado su utilidad para la prevención de accidentes vasculares mortales y no mortales en los pacientes que han tenido un accidente vascular cerebral, en las personas que han tenido antecedentes de accidentes de isquemia cardíaca transitoria, o de angina de pecho inestable. Puede también impedir la obstrucción de las arterias coronarias y reduce el número de pacientes con una claudicación intermitente. Reduce la gravedad y los daños causados por un infarto de miocardio. Permite también la disminución del número de acontecimientos cardíacos, así como los episodios de trombosis (cuando es utilizado en combinación con la aspirina) después de la colocación de un stent coronario.